# Anna Meyer-Glenk

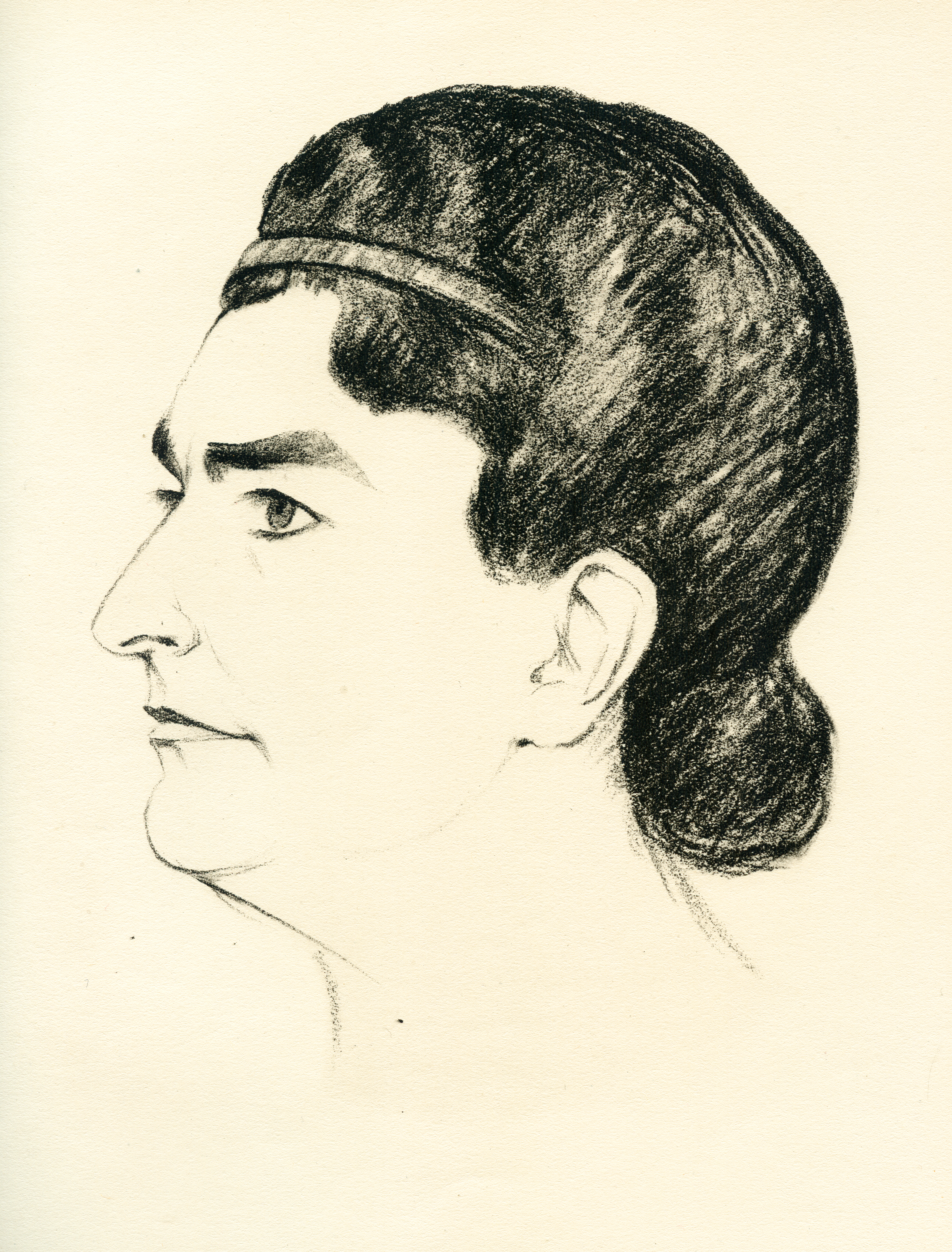
„Die Schauspielerin Anna Meyer-Glenk“;
Zeichnung von August Heitmüller, um 1929

Anna Meyer-Glenk (* 1886 in München; † Dezember 1958 in Freiburg im Breisgau) war eine deutsche Schauspielerin, die insbesondere in Peine, wo sie als „Mutter des Peiner Theaters“ gilt, sowie in Hannover Spuren ihres Wirkens hinterlassen hat.

## Leben
Anna Glenk war von 1909 bis 1912 als festes Ensemblemitglied am Königlichen Schauspielhaus Hannover engagiert. Später hatte sie ein Gastengagement am Münchner Hoftheater. Glenk spielte hauptsächlich das Rollenfach der Tragödin und der tragischen Heldin. Zu ihren Bühnenrollen gehörten: die Titelrolle in Iphigenie auf Tauris (u. a. 1920, 1923 und 1924), die Adelheid von Walldorf in Götz von Berlichingen (1924), die Gräfin Orsina in Die Verschwörung des Fiesco zu Genua (1922), Goneril in König Lear (1923) und Volumnia in Coriolan (1924). Nach ihrer Rückkehr nach Hannover trat sie am Schauspielhaus Hannover weiterhin regelmäßig als Gast auf, nahm jedoch kein festes Engagement mehr an.
Sie heiratete noch zur Zeit des Deutschen Kaiserreichs im Jahr 1914 den Aufsichtsratsvorsitzenden der Ilseder Hütte, Wilhelm Meyer.

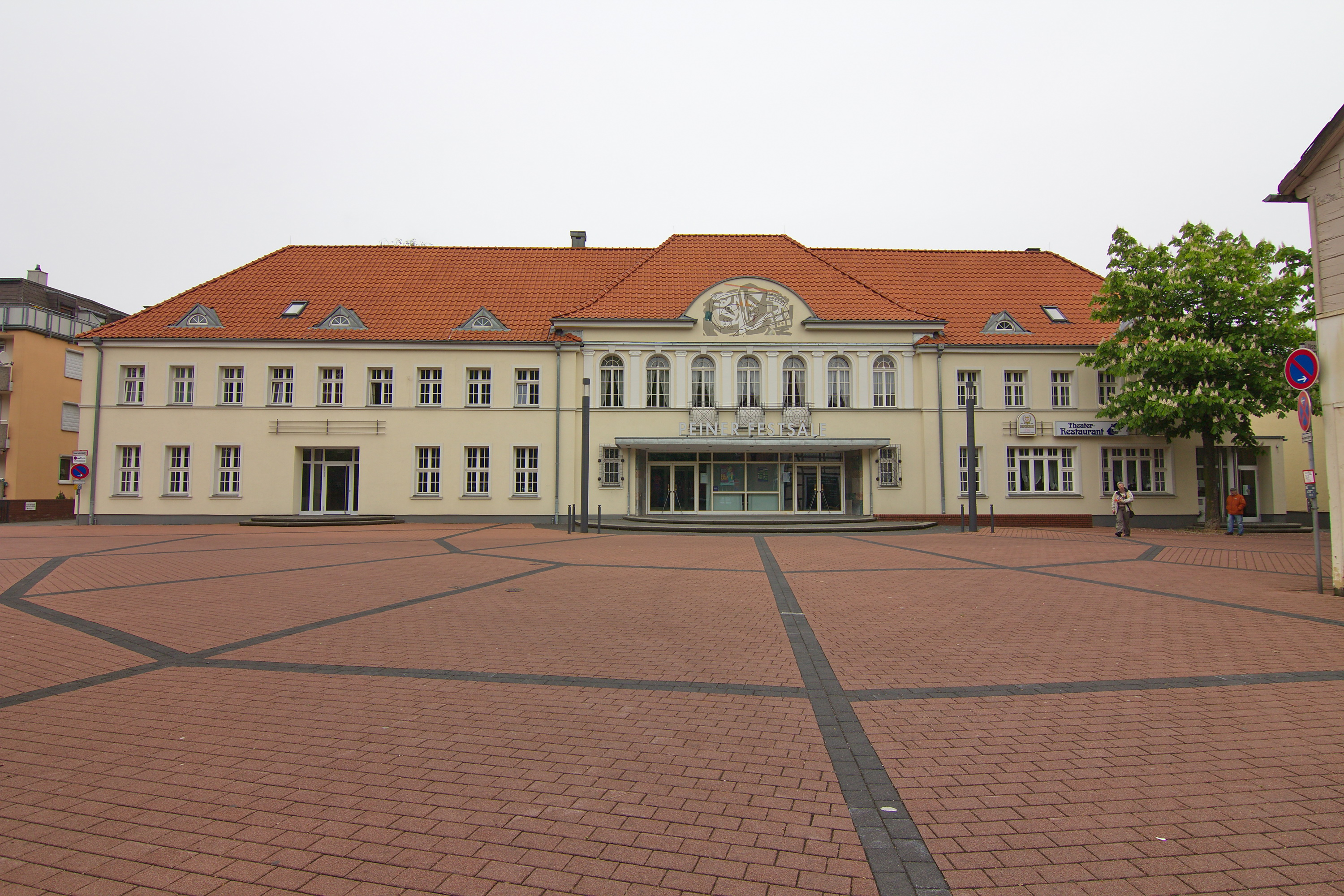
Die Peiner Festsäle am Friedrich-Ebert-Platz in Peine

Meyer-Glenk konnte ihren Ehemann davon überzeugen, in Peine „[…] einen Ort für kulturelle Veranstaltungen zu schaffen.“ Und so erwarb das Peiner Walzwerk, dem Meyer-Glenks Ehemann ebenfalls als Aufsichtsratsvorsitzender vorsaß, am 1. Oktober 1920 ein Gebäude, das zuvor mehrfach als Gaststätte gedient hatte. Der für den Umbau beauftragte Architekt Anton van Norden begann am 3. Januar 1921 mit teilweisen Abrissarbeiten, doch schon bald vorgefundene Schäden am Gebäude erforderten den beinahe vollständigen Abriss des alten Bauwerks. Zur Neueröffnung der Peiner Festsäle am 13. Mai 1922 wurde Friedrich Schillers Bühnenstück Die Jungfrau von Orléans aufgeführt – und Anna Meyer-Glenk spielte die Titelrolle der Jeanne d’Arc.
Unterdessen war – mitten im Ersten Weltkrieg – am 4. Mai 1917 in Hannover die Tochter und spätere Gründerin der Peiner Stiftung Anna Margret Janovicz (1917–2017) geboren worden.
Für Anna Meyer-Glenk, die „Mutter des Peiner Theaters“, war bereits 2002 eine Büste der Schauspielerin im Foyer des Peiner Theaters aufgestellt worden.